# Pickova bolest
Pickova bolest je progresivna, degenerativna lezija mozga, poznata i kao frontotemporalna lobarna demencija, klinički slična Alchajmerovoj bolesti. Klinički bolest se karakteriše atrofijom čeonih (forntalnih) i slepoočnih (temporalnih) režnjeva mozga, a zahvaćeni neuroni u svojoj citoplazmi sadrže Pickova telešca. Bolest najčešće počinje u petoj deceniji života i sa starenjem postupno napreduje.

## Eponimi
MKB10—F02.0 Demencija u Pickovoj bolesti
Ova frontotemporalna lobarna demencija, nazvana je po češkom psihijatru Arnoldu Picku (1851–1924).
Pickova telašca
Proteinske inkluzije koja se pojavljuje kao veliko telašce u neuronskom tkivu u Pickovoj bolesti.

## Alternativni nazivi
Semantička demencija — Demencija - semantička — Frontotemporalna demencija (FTD) — Arnold Pickova bolest — 3R taupatija

## Istorija
Pickova bolest dobila je naziva se po Arnold Picku, profesoru psihijatrije sa Karlovog univerziteta u Pragu, koji je prvi put otkrio i opisao bolest 1892. ispitivanjem mozga tkiva nekoliko umrlih pacijenata sa istorijom demencije.
Kao rezultat Arnoldovog istraživanja, ustanovljena je karakteristična histološka osobina ove bolesti - proteinske inkluzije koja se pojavljuje kao veliko telašce u neuronskom tkivu - i nazivano je po ovom istraživaču Pickovo telašce. 
Alojz Alchajmer je 1911. godine zapazio potpuno odsustvo senilnih plakova i neurofilbrilarniog klupka, kao i prisustvo Pickovih telašca i povremenih baloniranih neurona.

## Epidemiologija
Morbiditet
U Sjedinjenim Amerićkim Državama frontotemporalne demencije, kao grupa bolesti, četvrti je najčešći uzrok demencije u većini zemalja SAD. Među pacijentima mlađim od 60 godina, frontotemporalne demencije je prvi ili drugi najčešći uzročnik demencije. Kod pacijenata starijih od 60 godina, incidencija i prevalencija Alchajmerove bolesti počinje da raste, i ova bolest postaje daleko najčešći oblik demencije. Frontotemporalnih demencija u SAD je grupa poremećaja koja  ima razne patološke supstrate, od kojih je najčešće frontotemporalna lobarna degeneracija sa ubikitinskim uključivanjem. U jednoj patološkoj seriji sama Pickova bolest (dokazana prisustvom tau-pozitivnog, srebrnog bojenja, citoplazemskih struktura) činila je samo 5% svih slučajeva frontotemporalnih demencija.
Porodični oblici Pickove bolesti češće se javljaju u Evropi (naročito u skandinavskim zemljama). Procenjena frekvencija se kreće od 7 do 43 slučajeva na 100.000 stanovnika. U studiji sprovedenoj u Holandiji, prevalenca je iznosila 28 na 100.000 osoba.
Porodični oblici pik-kompleksnih demencija, povezani sa hromozomom 17q, najčešći su kod osoba skandinavskog porekla, sa do 17% dementnih osoba u ovoj populaciji.
Polne razlike
Pickova bolest je učestalija  kod muškaraca nego kod žena.
Starosne razlike
Pickova bolest se javlja u mlađoj starosnoj grupi, od demencije tipa Alchajmer, sa najvećom učestalošću kod osoba starijihe od 55 do 65 godina.

## Etiologija
Glavni razlog koji dovodi do razvoja ćelijske atrofije i strukturalnih promena u čeonom režnju i vremenskom lobusa nije pouzdano utvrđen.
Među najverovatnije izazivajućim faktorima su:
- Glavni faktor rizika je nasledna zavisnost. Bolest se često otkriva kod rođaka koji imaju krvnu vezu.
- Teške povrede glave — koje dovode do smrti neurona.
- Intoksikacija - hronično trovanje sa solima teških metala, hemijskih jedinjenja, alkohola. Verovatnoća smrti nervnih ćelija se povećava nekoliko puta u onim slučajevima kada toksini dejstvuju duže na telo. Negativnom efekti toksina mogu se pripisati i anesteziji, posebno ako je primenjena više puta.
- Uznemirenje u bilo kom periodu života, izazvano teškim mentalnim poremećajima.[10]

## Patogeneza
Patološke promene u mozga kos ove bolesti su tipičnim slučajevima jako razorne i velike, da je dijagnozu moguće postaviti na prvi pogled. U prednjim delovima čeonog  i slepoonog režnja postoji teška atrofija, koja je najčešće oštro ograničena prema ostalom delu mozga, koja sliči normalnom ili gotovo takvom. 
Obično su zahvaćena oba režnja mozga, mada postoje slučajevi u kojima je atrofijom jače izražena ili u slepoočnom režanju. Retko su promne jače izražene samo na jednoj strani kao u slučajevima koje je izvorno opisao Pick. 
Atrofične promene mogu se javiti i u supkortikalnom području, npr. u nucleusu caudatusu, putamenu, talamusu, supstanciji nigri i silaznim vlaknima frontopontinog sistema. 
U većini slučajeva, promene u narvnim ćelijama zahvaćenog područja jako su izražene. Sastoje se od fibrilarnih nakupina unutar citoplazme, nakupine ravnih fibrila za razliku od parnih spiralnih niti kod Alchajmerove bolesti. 
U nekim neuronima, metodom impregnacije srebrom, mogu se uočiti gusto postavljene okrugle nakupine (Pickovivih telašaca). U drugim zahvaćenim neuronima vlakna su šire raspoređena, a citoplazma ima okruglasti i razvučen izgled, stvarajući “balonirane” ćelije. 
Najnovija istraživanja pokazuju da i pored morfoloških razlika, opisane promene u neuronima biohemijski odgovaraju onima u Alchajmerovoj bolesti. Na to ukazuje prisustvo zajedničkih antigena. Retkoi se u Alchajmerovoj bolesti nađe nejednaka atrofija čeonog i slepoočnog režnja, što može ukazati na Pickovu bolest, i što je u takvim slučajevima odlučujući činilac prisustva karakterističnih plakova i neurofibrilarnih čvorova kojih nema u Pickovoj bolesti.

## Klinička slika
Tipično za kliničku sliku Pickove bolesti su znaci jako izraženog sindroma narušenih funkcija čeonog i slepoočnog režnja. Karakteristični rani simptomi bolesti su:
- smanjene mentalne funkcije,
- promene u ponašanju
- izražen gubitak kritičnosti.

Neki bolesnici već u početku bolesti imaju smetnje u govoru, posebno u imenovanju osoba ili predmeta. 
Kasniji stadijumi bolesti karakterišu se gubitkom dobrog pamćenja (kod zahvaćenosti slepoočnog režnja), govornih funkcija; a pri većoj zahvaćenosti čeonog režnja pojačani su refleksi hvatanja i sisanja.

## Dijagnoza
Dijagnoza se postavlja nakon pregleda i razgovora sa pacijentom i njegovom porodicom (kako bi se utvrdile sve faze u promeni ličnosti) i instrumentalnog i imidžing pregleda, koji obuhvata:
- Neuropsihološku procenu — uma i ponašanja
- Neurološki pregled  — ispitivanje mozga i nervnog sistema
- Elektroencefalografiju — koja služi za otkrivanje aktivnosti električnih impulsa, čiji tok je kod Pickove bolesti pokazuje abnormalnosti.
- CT i MRT - koje imaju za cilj pregled svih struktura mozga po nivoima. Na CT i MRI vidi se atrofija kore mozga i hipodenzitet bele supstance u zahvaćenim režnjevima, što je i patognomonično za ovu bolest.
- Lumbalna punkcija — ispitivanje cerebrospinalna tečnosti (likvora)
- Ispitivanje kognitivnih funkcija mozga — senzacija, razmišljanja i rasuđivanja.
- Biopsija mozga — koja je jedini pouzdan test koji može tačno potvrditi dijagnozu.[11]

## Terapija
Kako za Pickovu bolest ne postoji kauzalna terapija lečenje nije usmereno ka uzroku bolesti — već pre svega na korekcionu simptomatsku terapiju koja ima za cilj usporavanje i olakšavanje simptoma proizašlih iz poremećaja ličnog ponašanja, poremećaja govora, parkinsonizma i bolesti motoneurona. Ponekad, ljudi sa Pickovom bolesti uzimaju iste lekove koji se koriste za lečenje drugih vrsta demencije. Terapija može biti farmakološka i nefarmakološka.
Trenutno, praktičari koriste kombinaciju neuroprotektivnu i simptomatsku terapiju - uključujući primenu vitamina, antidepresiva, holinergičkih sredstava i/ili dopaminskih lekova.
Studijska istraživanja sugerišu da veliki broj agenasa može aktivno inhibirati neurodegeneraciju kod životinja, ćelijskih modela ili drugih poremećaja, ali nijedan od ovih lekova trenutno nije standardizovan za primenu u Pickovoj bolesti.

## Prognoza
Napredovanje bolesti je, kao i u Alzheimerovoj, sporo i neizbežno, a prosek trajanja bolest je oko 7 godina. 
Glavne i izražene odlike u kasnom stadijumu bolesti mogu biti ukočenoposturalna distonija i eventualno tremor (što se pripisuje širenju procesa u bazalne ganglije mozga).

## Prevencija
Za sada nema poznatih metoda za uspešnu prevencijeu bolesti.

## Spoljašnje veze
- Frontotemporal Dementia Information Page (језик: енглески)

|  | Molimo Vas, obratite pažnju na važno upozorenje u vezi sa temama iz oblasti medicine (zdravlja). |